# Butjadinger Franzosenschanzen

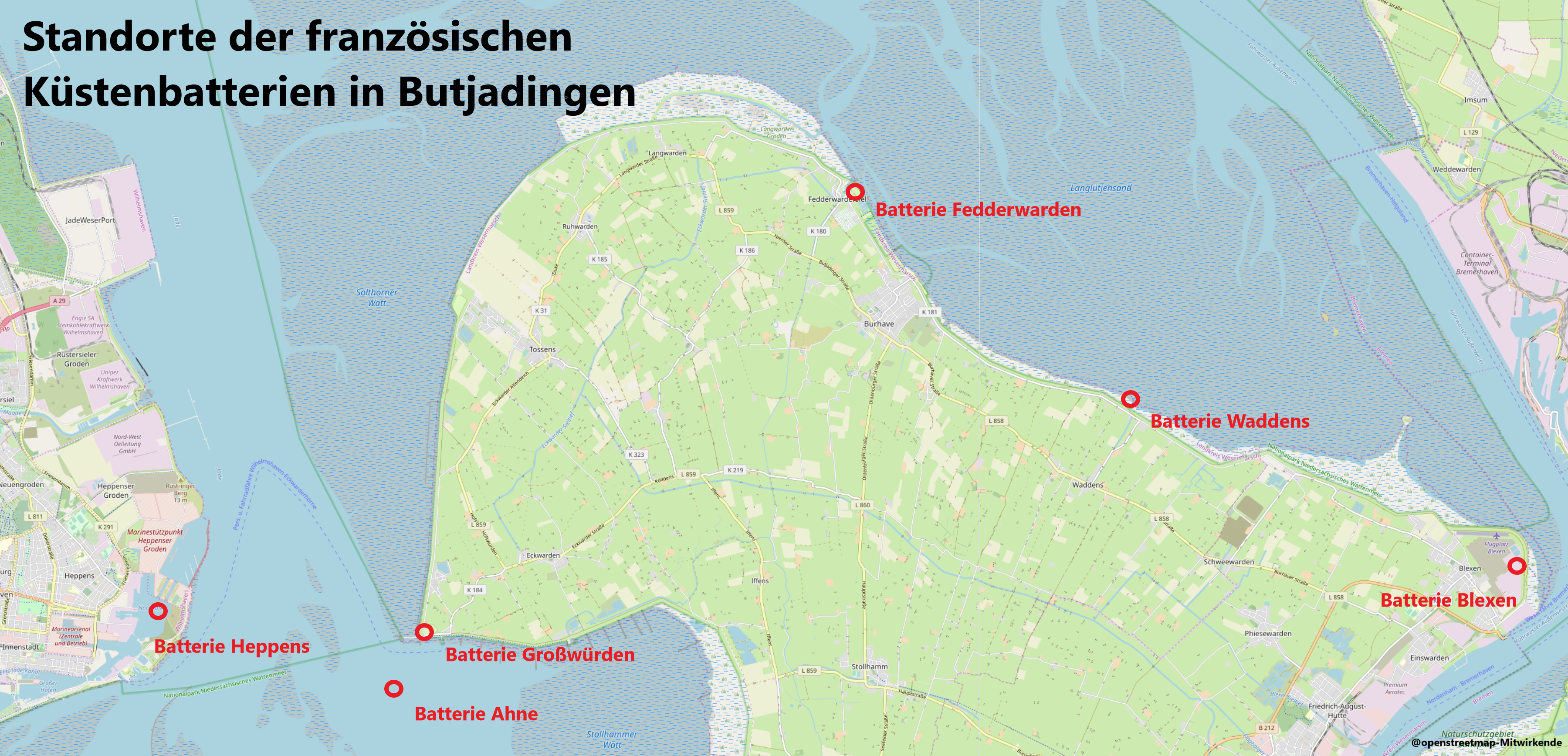
Position der Küstenbatterien

Die Butjadinger Franzosenschanzen waren fünf Festungswerke in Butjadingen in Niedersachsen, die während der Oldenburgischen Franzosenzeit entstanden. Die fünf Schanzen befanden sich in Blexen, Großwürden, bei der Waddenser Pumpe, in Groß-Fedderwarden und auf den Oberahnschen Feldern.

## Geschichte

### Anlass
Der Anlass für den Bau der Anlagen war wahrscheinlich der Überfall englischer Schiffe auf Eckwarden am 17. Juni 1809. An diesem Tag beschossen zwei englische Kriegsschiffe die Küste und landeten 60 Soldaten an. Diese Soldaten eroberten die Kirche und darin gelagerte Konterbande. Die erbeuteten Waren bestanden unter anderem aus 863 Sack Kaffee, 217 Pfund Indigo, 756 Pfund Tabak, 4921 Pfund Färbeholz und waren zuvor von französischen Zöllnern von englischen Schiffen beschlagnahmt worden. Am 26. August 1810 kam es zu einem weiteren Übergriff, als zwei englische Kriegsschiffe und mehrere Schmugglerschiffe die Insel Arngast besetzten.

### Errichtung der Batterien
Im Jahr 1810 wurde das Herzogtum Oldenburg durch das Französische Kaiserreich annektiert. Um die Kontinentalsperre gegen England durchzusetzen, wurde die Küste an strategischen Punkten befestigt. Die neu errichteten Forts dienten vornehmlich dem Zweck, Schmuggel mit England zu unterbinden. Außerdem schützten sie die Küste gegen englische Angriffe und Landungen. Zusätzlich sollten sie den über Kniphausen und Varel laufenden Freihandel überwachen. Insgesamt waren auf den Verteidigungswerken an der Wesermündung und an der Jade nur 300 Mann eingesetzt.
Die Bauarbeiten begannen 1810/11, der Polizeibeamte Strackerjan erklärt am 27. Februar 1811, dass ihm der Bau einer Batterie auf den Oberahnschen Feldern übertragen wurde. Die Bauarbeiten waren 1813 abgeschlossen, gleichzeitig mit der Batterie in Heppens.

## Standorte
Die Wesermündung wurde durch die Batterie in Blexen auf dem linken Weserufer und durch die Festung Karlsburg auf dem rechten Weserufer geschützt. Die Mündung der Jade wurde von den Batterien in Heppens, auf dem großen Oberahnschen Feld und der Batterie Großwürden abgedeckt. Diese drei Batterien konnten aufgrund ihrer Lage nicht nur die Zufahrt der Jade, sondern auch den Zugang zum Vareler Hafen kontrollieren.